# Bentesina
Bentesina (vagy Bentesima, 𒍠𒌶 sumer IZAG.ŠEŠ, ugariti Pndḏn, kasszita Bantip-šenni) fia és utódja Duppi-Tesubnak Amurrú trónján. Uralkodása megszakításokkal lefedte az i. e. 13. század nagyobbik részét, körülbelül i. e. 1290-től 1235-ig.
Bentesina uralkodásának kezdeti szakaszáról nincs közelebbi adat. A kádesi csata résztvevői között az egyiptomi felsorolásban nem találjuk Amurrút, bár van néhány azonosítatlan szíriai területnév a listában. Bentesina (ha már ő volt Amurrú uralkodója akkor) valószínűleg semleges tudott maradni a konfliktusban, vagy éppen Egyiptom oldalán állt, de ezt nem tudni. Ott lépett be Szíria ókori történelmébe, amikor a kádesi csata után néhány évvel szövetséget kötött II. Ramszesz egyiptomi uralkodóval, és kötelezte magát, hogy segíti Ramszesz felvonulását Föníciában. Ez a lépése magával vonta II. Muvatallisz haragját, és Bentesinát fogolyként hurcolták Hattuszaszba. Helyébe a hettita uralkodó egy Sapili nevű udvari embert nevezett ki királynak. Sapili meglehetősen homályos figura: származása ismeretlen. Nevéből következően hettita lehetett (eredetileg valószínűleg Šapilliš). Ennek az uralkodónak a neve máshonnan nem nagyon ismert.
Amikor Hattusziliszt bátyja Hattuszasz kormányzójává nevezte ki, kiengedte a fogságból Bentesinát, de kényszerlakhelyül Hakpisz városát jelölte ki számára. Hattuszilisz számára jól jött Bentesina személye, amikor unokaöccse, III. Murszilisz ellen fordult, lehetőséget adott a szíriai politikai manőverezésre. Ennek eredményeképp Hattuszilisz trónra lépése egyben Bentesina szabadulását is jelentette, visszakapta Amurrú trónját, ezenkívül feleségül vette Hattuszilisz egyik leányát, Gasszulavijaszt. Emellett fia, Sausgamuva Hattuszilisz egy másik leányát vette feleségül, és Bentesina leánya Hattuszilisz Nerikkailisz nevű fiának felesége lett. A házasságok alkalmával felújították az I. Szuppiluliumasz és Aziru között kötött szerződést. Talán volt még egy leánya, Ehli-Nikal, aki III. Ammistamru vagy III. Hammurapi ugariti király felesége lett.
II. Kadasman-Enlil egyik Hattusziliszhez írt levelében arra panaszkodott, hogy Ugaritban és Amurruban babiloni kereskedőket gyilkoltak meg. A babiloni király megátkozta Hattuszilisz szövetségesét, Bentesinát.